# 坂口静夫

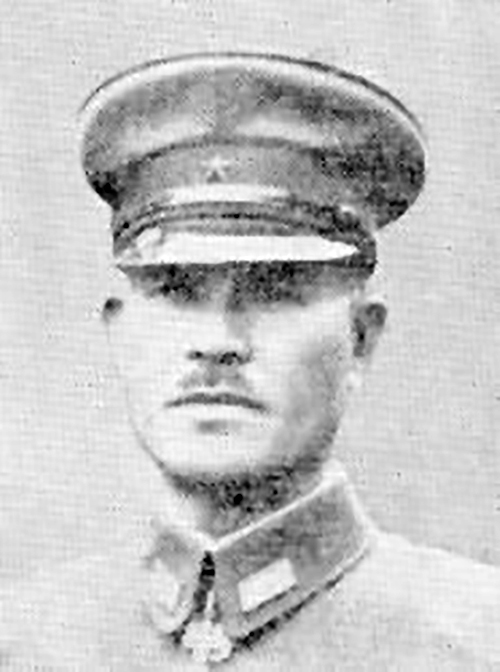
1944年

坂口 静夫（さかぐち しずお、1887年1月17日 - 1947年3月23日）は、日本陸軍の軍人。最終階級は陸軍中将。

## 経歴
熊本藩士・坂口騏十郎の三男として生まれる。中学済々黌を経て、1910年5月、陸軍士官学校（22期）を卒業し、同年12月、陸軍少尉に任官。
1920年8月、歩兵第48連隊中隊長に就任し、陸軍兵器本廠員、陸士予科中隊長などを経て、1925年4月、近衛歩兵第3連隊付（東京府立第二中学校配属将校）となる。歩兵第27連隊付、第1師団司令部付、第7師団副官、歩兵第24連隊付、独立守備歩兵第9大隊長などを歴任し、1937年8月、陸軍大佐に昇進。
1937年11月、第16師団司令部付（第三高等学校配属将校）となり、歩兵第109連隊長を経て、1939年9月、陸軍少将に進級。歩兵第12旅団長、第56歩兵団長を務め、1941年11月、坂口支隊長となり太平洋戦争を迎えた。
フィリピンの戦い、蘭印作戦、拉孟・騰越の戦いなどに従軍。1943年6月、陸軍中将となり留守第55師団長に就任、さらに第65師団長に親補された。1945年3月に待命となり、翌月に予備役となった。

## 栄典
- 1911年（明治44年）3月10日 - 正八位[1]
- 1914年（大正3年）2月10日 - 従七位[2]
- 1919年（大正8年）3月20日 - 正七位[3]
- 1924年（大正13年）5月15日 - 従六位[4]

## 親族
- 兄 坂口進（陸軍少佐）
- 弟 坂口雅夫（陸軍中佐）